# سماح جبر
سماح "أحمد فهيم" جبر (1976–) هي طبيبة ومعالجة نفسية وكاتبة فلسطينية مقدسية، منذ العام 2000 وهي تكتب مقالات علمية فكرية نشرت في العديد من الصحف الدولية، تتمحور هذه المقالات حول التأثيرات والعواقب النفسية للاحتلال الإسرائيلي في فلسطين، تأثرت بالطبيب النفسي المناهض للاستعمار فرانز فانون وتتركز دائرة اهتمامتها العملية والبحثية بمواضيع الصحة النفسية، والاستعمار والحقوق العالمية للإنسان، شغلت منصب رئيس وحدة الصحة النفسية في وزارة الصحة الفلسطينية منذ عام 2016 وحتى عام 2025.

## السيرة الذاتية
ولدت سماح جبر لعائلة مقدسية في 8 أغسطس عام 1976. أنهت التعليم الثانوي في المدرسة النظامية الثانوية في القدس، وتخرجت من جامعة القدس في العام 2001، وهي من خريجي الدفعة الأولى لكلية الطب وبذلك هي من أوائل الحاصلين علي اللقب الجامعي «طبيب» من جامعة القدس. تلقت تدريباً متقدماً في الطب النفسي في فرنسا وبريطانيا، وكذلك في موضوع البحث الإكلينيكي من جامعة هارفارد في الولايات المتحدة الأمريكية. تخصصت في موضوع العلاج النفسي وتدربت في مؤسسة التحليل النفسي الإسرائيلية في القدس، وهي واحدة من 22 طبيباً يمارسون الطب النفسي في الضفة الغربية، وواحدة من طلائع النساء في فلسطين في تلك المهنة.

## المهنة
تشغل د. جبر وظيفة المديرالطبي في مبادرة التعليم الطبي الفلسطيني، وتمارس مهنة الطب النفسي والعلاج النفسي في القطاعين العام والخاص. وقد نشرت أبحاثاً في دوريات عالمية وفلسطينية على حد سواء. وقد كانت لها مشاركة مع الطبيبة الأمريكية المتخصصة في الطب النفسي للأطفال «إليزابيث بيرغر» في دراسة تركز على «التحويل والتحويل المعاكس في الصراع الاسرائلي/ الفلسطيني» وأخرى في موضوع «البقاء وجودة الحياة للفلسطينيين تحت الاحتلال».
درًست د. جبر في العديد من الجامعات الفلسطينية، وتعمل مشرفةً في جامعة جورج واشنطن، وهي ملتحقة ببرنامج الزمالة في مركز العلوم والسياسة في (جامعة كامبردج). عملت د. جبر كمستشارة ومدرّبة في UNODC (مكتب الأمم المتحدة لمكافحة الجريمة والمخدرات)، ومؤسسة إنقاذ الطفل Save the Children، ومؤسسة أطباء بلا حدود.
تتطوع د. جبر للعمل في مؤسسة PCATI  (اللجنة العامة ضد التعذيب في إسرائيل) وتساهم في إعداد تقارير مبنية على شهادات الضحايا. في الفيلم الوثائقي «ما وراء الجبهات» الذي يوثق قصص الحصانة النفسية والمقاومة في فلسطين (ألكساندرا دولز، 2017، فرنسا) تشرح د.سماح أن الهدف هو أن يعرف الجناة أن ممارساتهم في التعذيب معروفة وموثقة في تقارير وملفات، يمكن الاعتماد عليها حين المساءلة.
لطالما حلّت د. جبر ضيفةً على راديو نساء اف ام، وعلى قناة العربي لإجراء مقابلاتٍ حول مواضيع تتضمن الصحة النفسية، وحقوق ذوي الاحتياجات الخاصة، التهميش والإساءة.
وقد نشرت د. جبر أعمدةً في WRMEA للشئون الشرق أوسطية في مجلة واشنطن ريبورت، وميدل ايست مونيتور (جهاز مراقبة الشرق الأوسط). فمن وجهة نظرها أن الاحتلال اللإسرائيلي ليس قضية سياسية فحسب، ولكنه قطعاً مسبباً أساسياً من مشاكل الصحة النفسية.
كما حلّت د. جبر ضيفةً على العديد من المؤسسات الداعمة للفلسطينيين في فرنسا، فقد تمت دعوتها من قبل الجمعية المحلية «أصدقاء جيوس» Les amis de Jayyous  وكذلك من قبل جمعية للمتضامنين بين فرنسا وفلسطين France-Palestine Solidarité (AFPS)، والاتحاد اليهودي الفرنسي من أجل السلام Union juive française pour la paix (UJFP). وقد استضافتها كمتحدّثة مؤسساتٌ أخرى منها مدرسة الدراسات الشرقية والإفريقية (SOAS)، ومعهد البحوث والدراسات المتوسطية في الشرق الأوسط Institute de Recherché et d'Études Méditerranée Moyen-Orient، ومؤسسة Tavistock & Portman NHS Foundation Trust. حسب د. جبر ووفقًا لوجهات نظر فانون، فإن إحدى التحدّيات الرئيسية للصراغ الفلسطيني والتحرير الوطني هو «الحاجة إلى تكوين ثقافةٍ وفهمٍ نفسي يحرر عقول الناس بالتوازي مع تحرير أرضهم».

## وجهات نظرٍ مُختارة

### الفرق بين الانتحار والتضحية
تفرق د. جبر بين الانتحار المدفوع باليأس وبين التضحية التي يحدوها الأمل. الانتحار غالباً ما يكون فعلاً أنانياً لأن شرارة حياة الفرد قد فقدت معناها في منظوره الشخصي. وعلى النقيض، فإن الشخص الذي يضحي بنفسه، حتى في طريقه للموت، قد يكون مملوءاً بالأمل. ففعل التضحية بالنفس غالباً ما يتضمن التفاني وإيثار الآخرين والحرص على تحسين فرصهم المستقبلية. أمل الفدائيين أن يفنوا أرواحهم في سبيل إضاءة حياة الآخرين وإنارة دروبهم.

### الامتياز الاستعماريّ
في كانون الأول 2017، دعت د. جبر الرابطة الدولية للتحليل النفسي العلائقي والعلاج النفسي (IARPP) إلى «إعادة النظر» في الموقع الذي سيعقد به مؤتمرهم السنوي 2019، في تل أبيب. فمن وجهة نظرها أن «حدثاً عالمياً كهذا يحمي إسرائيل من المساءلة عن فظائعها»، وقد أيّدها في هذا الطلب 1500 من المهنيين العالميين، وعدة منظمات محلية وعالمية،  لكن الرابطة رفضت طلب «إعادة النظر» بحجة «أنها ليست مؤسسة ً سياسية»، 
الأمر الذي يمنحهم رفاهية ابعاد تجربتهم النفسية عن الاحتلال بينما يستهلكون في الوقت نفسه امتيازات المحتلين.بالنسبة للفلسطينيين، فإنهم لا يحظون بهذه الرفاهية، فالاحتلال يمنعنا من أحبتنا، ويتجسس على علاقاتنا الخاصة، ويعرّينا من ملابسنا، ويسرق سنواتٍ من عمرنا يحرمنا من صحتنا ويفرض علينا الحزن والإذلال المستمر، وهذه بكل المقاييس تجارب شخصية جداً ونفسية بعمق. فقط أولئك الذين يناصرون الأقوياء حريصون على تجاهل العلاقة الجدلية بين علم النفس والسياسة.
أثار موقف الرابطة IARPP ظهور التماس، بدأ وتم تدويره بالتعاون مع الصوت اليهودي من أجل السلام (JVP). وأعربت مجموعة من الأطباء الفلسطينيون في مجال الصحة العقلية يحملون الجنسية الإسرائيلية عن احتجاجهم إلى IARPP مباشرة، فضلا عن أكثر من 30 عضوا من المنظمة الإسرائيلية «خبراء الطب النفساني - الصحة العقلية لحقوق الإنسان» (بالعبرية: פסיכואקטיב - אנשי ונשות בריאות הנפש למען זכויות אדם).

### تعيين المسؤوليات
في تشرين الثاني، 2015 أطلقت د. جبر دعوةً إلى أخصائيي الصحة النفسية في جميع أنحاء العالم للوقوف إلى جانب الشعب الفلسطيني، جنباً إلى جنب مع شبكة الصحة النفسية الفلسطينية في بريطانيا والولايات المتحدة الأمريكية. تتضمن العريضة تذكيراً أن مجتمعها المهني يقع على عاتقه مهمة «تعزيز رفاه الفرد» وأن «العدالة الاجتماعية والتمتع بحقوق الإنسان العالمية تعتبر متطلبات لهذه المهمة».
نحن ندعو المتخصصين في الصحة النفسية إلى المشاركة في التضامن الاجتماعي-السياسي مع الشعب الفلسطيني كموقف علاجيّ. أن ننذر أنفسنا لهذا العمل، بينما يستمر الاحتلال الإسرائيلي، سوف يمنحنا البصيرة التي سنحتاجها في المستقبل كميسّرين مشاركين في عملية المصالحة. إن وضع الأسس للمشاركة خلال فترة الأزمات يهيئنا للمشاركة في حل للأزمة سيجلب الإصلاح الحقيقي والعدالة والحقوق المدنية الكاملة لشعب فلسطين.

## الجوائز والتكريم
في عام 1998 منحت جبر لقاء بحثها في الكيمياء الحيوية جائزة معهد هوارد هيوز الطبي.[بحاجة لمصدر] وفي عام 1999 استفادت جبر من برنامج المرأة في العلوم والهندسة (IWiSE) في جامعة ولاية آيوا، ثم لاحقاُ في 2014 استحقت منحةً من مؤسسة هارفارد دبي للبحث العلمي (DHFMR)،[بحاجة لمصدر] وهي زميلة في مركز العلوم والسياسة (جامعة كامبريدج).
في عام 2001، تلقت د. جبر جائزة شبكة مراقبي وسائل الإعلام لمقالاتها عن الانتفاضة الثانية، وفي 2015 انتخبها قراء الموقع الفرنسي المسلم «أمة.كوم» لتكون شخصية العام 2015.

### الظهور في وسائل الإعلام
ظهرت جبر في الفيلم الوثائقي ما وراء الجبهات: حكايات المقاومة والصمود في فلسطين (2017) من قبل المخرجة الفرنسية ألكسانرار دولز. وقد نال الفيلم جائزة طائر الشمس كأفضل فيلم وثائقي في المهرجان الفلسطيني: أيام السينما. يعرّف فيلم ما وراء الجبهات الجمهور بمفهوم «الصمود» الذي يقترب من مفهوم قوة التحمل ويختلف عنه في نفس الوقت. توضح جبر في هذا الفيلم أن هذه الكلمة استخدمها الفلسطينيون منذ صراعهم مع الاحتلال البريطاني «الصمود»، وتصف مصطلح «قوة الاحتمال» بأنه يتوجه نحو الحالة العقلية، أما «الصمود» فيتوجه أيضا نحو التحرك والفعل. فالصمود يعني «الحفاظ على ثبات التحدي للإخضاع والاحتلال»، وله بعد جماعي حاسم، فهو يوحي بالتضامن الأخلاقي والاجتماعي.
وقد صدر كتاب ما وراء الجبهات: سجلات طبيبة نفسانية فلسطينية تحت الاحتلال (2018) في نفس سياق الفيلم الوثائقي يعرض مجموعةً من كتابات جبر المترجمة إلى الفرنسية. وتصرح صحيفة لوموند ديبلوماتيك Le Monde diplomatique السياسية في مراجعتها للكتاب أن جبر «بالاعتماد على ملاحظاتها السريرية وما استلهمته من قبل فرانز فانون، تسمح لنا بمعرفة مدى الإيذاء التي تؤثر على الفرد وتهدد التماسك الاجتماعي، كنتيجة مباشرة لـ» عالم العبث القاتل «المفروض من القوة المحتلة».
وقد ظهرت جبر في فيلمين روائيين آخرين. الفيلم الأول Afterward فيما بعد (2018) وفيه تتصدى المحللة النفسية المقيمة في القدس ومقرها نيويورك أوفرا بلوش لمشاعرها الخاصة والتوترات بين الإبادة الجماعية لليهود الأوروبيين وطرد الفلسطينيين من أراضيهم في عام 1948، والمعروفة باسم النكبة.[بحاجة لمصدر] وكان ظهورها الثاني في فيلم فانون، بين الأمس واليوم (2018)، وفيه يستكشف المخرج الفرنسي الجزائري حسن مزين حياة وإرث فرانز فانون، من خلال إجراء مقابلات مع النشطاء السابقين والمعاصرين الذين ناضلوا ضد الظلم في مختلف البلدان حول العالم.